# Pseudohadena armata
Pseudohadena armata är en fjärilsart som beskrevs av Alphéraky 1887. Pseudohadena armata ingår i släktet Pseudohadena och familjen nattflyn. Inga underarter finns listade.